# Лазар Бицанов
Лазар Димитров Бицанов е български революционер, деец на Вътрешната македоно-одринска революционна организация.

## Биография
Роден е в леринското село Зелениче, тогава в Османската империя, днес Склитро, Гърция. Влиза във ВМОРО. В 1899 година става председател на революционния комитет в Зелениче заедно със Стоянето. Влиза в група за доставки на оръжие заедно с Пандил Шишков, Дине Абдураманов и Стефан Настев, а по-късно на околийския революционен комитет в Лерин. В 1905 година е осъден на 15 години затвор. Амнистиран е след Младотурската революция в 1908 година.
Участва в Първата световна война. На 25 декември 1916 година е зачислен като младши подофицер в Партизанската рота на Никола Лефтеров.
Съучредител е на Леринското благотворително братство през август 1919 година. Участва като делегат от Леринското благотворително братство на обединителния конгрес на македонската емиграция в България през януари 1923 година.
Деец е на Илинденската организация и в 1927 година е избран в ръководството ѝ.